# Grundtjärnen (Anundsjö socken, Ångermanland)
Grundtjärnen är en sjö i Örnsköldsviks kommun i Ångermanland och ingår i Ångermanälvens huvudavrinningsområde.